# Aan het Broek
Aan het Broek is een buurtschap bij Heythuysen in de gemeente Leudal, in de Nederlandse provincie Limburg. Tot 2007 viel deze onder de gemeente Heythuysen.
Aan het Broek ligt ongeveer een kilometer ten noorden van Heythuysen, op de linkeroever van de Bevelandse Beek. Het toponiem Broek, dat 'moerassig land' betekent, verwijst naar de moerassige gronden in dit beekdal. De buurtschap wordt gevormd door vijf boerderijen en woningen die gelegen zijn aan de gelijknamige straat Aan het Broek en Op de Geer. Naburige buurtschappen zijn Aan de Bergen in het noorden, Roligt in het oosten en Achter het Klooster in het zuiden.
Qua adressering valt Aan het Broek volledig onder de woonplaats Heythuysen.
Dorpen: Baexem · Buggenum · Ell · Grathem · Haelen · Haler · Heibloem · Heythuysen · Horn · Hunsel · Ittervoort · Kelpen-Oler · Neer · Neeritter · Nunhem · Roggel

Buurtschappen: Aan de Bergen · Aan het Broek · Achter het Klooster · Asbroek · Beekkant · Berik · Blenkert · Brumholt · Caluna · Castert · De Horck · Dries · Eiland · Eind · Ellerhei · Gendijk · Geneijgen · Gerhegge · Haelense Broek · Hanssum · Heiakker · Heide (Heythuysen) · Heide (Roggel) · Heioord · Heugde · Hoek · Hollander · Hoogschans · Hoogstraat · De Horck · Kappert · Karreveld · Keizerbos · Kinkhoven · Laak · Maxet · Mortel · Nijken · Op de Bos · Ophoven · Overhaelen · Roligt · Santfort (deels) · Schaapsbrug · Schans (Ell) · Schans (Roggel) · Schillersheide · Smidstraat · Strubben · Uffelse · Venne · Vestjenshoek · Vlaas · Waije

Voormalige gemeenten: Haelen · Heythuysen · Hunsel · Roggel en Neer

Limburg: Steden en dorpen      Nederland: Provincies · Gemeenten